# Ancelle del Sacro Cuore di Santa Caterina Volpicelli
Le ancelle del Sacro Cuore di Santa Caterina Volpicelli sono un istituto religioso femminile di diritto pontificio. Le suore di questa congregazione pospongono al loro nome la sigla A.S.C.V.

## Storia

L'arazzo per la beatificazione di Caterina Volpicelli, di Giuseppe Antonio Lomuscio

La congregazione venne fondata da Caterina Volpicelli (1839-1894) con l'aiuto del suo confessore, il barnabita Leonardo Matera. Nel 1865, su iniziativa della Volpicelli, iniziarono a Napoli le riunioni delle prime "zelatrici dell'apostolato della preghiera" per la riparazione delle offese al Sacro Cuore di Gesù e il 27 dicembre 1867, ritenuta data istitutiva delle ancelle, alcune sodali dell'opera iniziarono a condurre vita comune.
Saputo del nuovo istituto, il gesuita Henri Ramière propose alla Volpicelli di fondere la sua congregazione con quella delle oblate del Cuore di Gesù della Montaignac, di cui condivideva il carisma, ma l'arcivescovo di Napoli Sisto Riario Sforza si oppose, consentendo alle ancelle della Volpicelli di aprire un noviziato (3 marzo 1875).
L'istituto ricevette il pontificio decreto di lode il 20 giugno 1890 e venne approvato definitivamente dalla Santa Sede il 9 agosto 1902.
Caterina Volpicelli, dopo essere stata beatificata nel 2001 da papa Giovanni Paolo II, è stata proclamata santa da papa Benedetto XVI in piazza San Pietro a Roma il 26 aprile 2009.

## Attività e diffusione
Le ancelle del Sacro Cuore si dedicano alla propagazione della devozione al Sacro Cuore di Gesù, all'educazione della gioventù e ad altre opere di carità, in base alle necessità delle persone e dei luoghi dove operano.
Oltre che in Italia, sono presenti in Brasile, in Indonesia e a Panama; la sede generalizia è a Napoli.
Al 31 dicembre 2008, la congregazione contava 284 religiose in 27 case.